# Red Light (Elodie)
Red Light è un mixtape della cantante Italiana Elodie, pubblicato il 6 ottobre 2023 dalla Island Records.

## Descrizione
Il disco presenta sette brani missati senza soluzione di continuità con la collaborazione di B-Croma, Simon Says, Lvnar, Zef, Marz e Dardust, quest'ultimo scelto anche come produttore e curatore delle intersezioni musicali tra le differenti canzoni. In una conferenza stampa Elodie ha raccontato la scelta di produrre il mixtape (da lei definito un «clubtape») dopo la pubblicazione del quarto album in studio OK. Respira e il messaggio che ne sottende:
Dal punto di vista dei testi, i brani affrontano tematiche inerenti al corpo femminile, alla sensualità, all'indipendenza della donna, alla discriminazione della comunità LGBTQ+ e l'esclusività della moda.

## Artwork e copertina
La copertina di Red Light è stata curata da Milo Manara, il quale ha tratto ispirazione dal video del primo singolo A fari spenti, e diffusa il 4 ottobre 2023. Nel corso della conferenza stampa Elodie ha raccontato la scelta dell'immagine e la decisione di lavorare con Manara:

Manara ha raccontato il significato dell'opera e le scelte simboliche messe in scena nel disegno:
La direzione creativa del progetto visivo del mixtape è stata affidata ai fotografi The Morelli Brothers, che avevano precedentemente collaborato con l'artista in Bagno a mezzanotte. Il progetto si compone di sette video musicali correlati alle relative sette tracce del mixtape, con citazioni dal vogueing di Madonna, al mondo della moda in Glamour, con la presenza di Anna Dello Russo, al tema del doppio con Elodie che duetta e lotta con un suo alter ego.

## Accoglienza
| Recensione | Giudizio |
| ---------- | -------- |
| Newsic.it  | 6,75/10  |
| Ondarock   | 7/10     |
| Rockol     | 6,5/10   |

Red Light è stato accolto in maniera positiva da parte della critica specializzata.
Gianni Sibilla di Rockol ha spiegato che i sette brani «giocano con varie sfumature del clubbling» con «arrangiamenti minimali, [...] il massimalismo EDM, nonché qualche traccia del dance pop anni '90». Il giornalista riporta inoltre che la scelta comunicativa del progetto abbia un riferimento al «disco a sorpresa, come Beyoncé che dieci anni fa lanciò questa moda [con Beyoncé del 2013]». Marco De Crescenzo di Newsic.it ha invece notato come i brani siano «tutti super dance da ballare non stop dall'inizio alla fine», in cui si sente «la voglia di manifestare, di dire la sua, di mostrarsi una giovane donna, determinata, libera» di Elodie, divenendo tuttavia inutili se decontestualizzati dalla scena dei club. De Crescenzo scrive inoltre che «quella di affollare il dancefloor» sia «una tendenza tra le nuove regine del pop italico», confrontando il progetto con E poi siamo finiti nel vortice di Annalisa, trovandole simili a livello «concettuale e musicale» ma differenti per «lo stile e l'approccio».
Claudio Lancia di Ondarock definisce il progetto l'esemplificazione dell'«euforico e iper-glamour mondo del clubbing», costituito da «soluzioni elegantemente ritmate» che «pongono Elodie ai livelli delle migliori esecutrici dance pop internazionali». Elogiando i produttori ed autori, in particolar modo Dardust ed Elisa, il giornalista si sofferma sulla copertina di Manara, scrivendo che «il corpo sbattuto in faccia a fan e detrattori, reclama libertà d'espressione e indipendenza femminile».

## Tracce
1. Red Light – 3:06 (testo: Elodie, Joan Thiele, Marco Spaggiari, Rocco Giovannoni – musica: B-croma)
2. Glamour – 2:59 (testo: Elodie, Jacopo Èttore, Simone Privitera – musica: Simon Says)
3. Elle – 2:05 (testo: Elodie, Jacopo Èttore, Simone Privitera – musica: Simon Says)
4. Euphoria – 3:20 (testo: Elodie, Joan Thiele, Marco Spaggiari, Rocco Giovannoni – musica: B-croma)
5. Ascendente – 3:52 (testo: Alex Andrea Vella, Alfredo Rapetti Mogol, Elodie, Federica Abbate, Mattia Cerri – musica: Dardust)
6. Lontano da qui – 2:08 (testo: Anita Ferrari, Elodie, Marco Ferrario – musica: Lvnar)
7. A fari spenti – 3:18 (testo: Stefano Tognini, Alessandro Pulga, Elisa Toffoli – musica: Zef & Marz)

## Successo commerciale
Il management e la Island Records hanno chiesto di escludere il progetto dai conteggi per le classifiche redatte dalla FIMI, poiché i proventi verranno devoluti in beneficenza all'organizzazione no-profit RED di Bono e Bobby Shriver, per contrastare le crisi sanitarie globali. Inoltre i profitti derivanti dal merchandising promozionale saranno devoluti per sostenere i programmi sanitari salvavita a donne e ragazze nell’Africa subsahariana promosse da RED.